# Grand Prix Ruska 2015
Grand Prix Ruska 2015 (oficiálně 2015 Formula 1 Russian Grand Prix) se jela na okruhu Sochi Autodrom v Soči v Rusku dne 11. října 2015. Závod byl patnáctým v pořadí v sezóně 2015 šampionátu Formule 1.

## Kvalifikace
| Poř.                       | No. | Jezdec           | Konstruktér             | Časy v kvalifikaci | Časy v kvalifikaci | Časy v kvalifikaci | Pořadí na startu |
| Poř.                       | No. | Jezdec           | Konstruktér             | Q1                 | Q2                 | Q3                 | Pořadí na startu |
| -------------------------- | --- | ---------------- | ----------------------- | ------------------ | ------------------ | ------------------ | ---------------- |
| 1                          | 6   | Nico Rosberg     | Mercedes                | 1:38.343           | 1:37.500           | 1:37.113           | 1                |
| 2                          | 44  | Lewis Hamilton   | Mercedes                | 1:38.558           | 1:37.672           | 1:37.433           | 2                |
| 3                          | 77  | Valtteri Bottas  | Williams-Mercedes       | 1:38.448           | 1:38.194           | 1:37.912           | 3                |
| 4                          | 5   | Sebastian Vettel | Ferrari                 | 1:38.598           | 1:38.402           | 1:37.965           | 4                |
| 5                          | 7   | Kimi Räikkönen   | Ferrari                 | 1:39.207           | 1:38.224           | 1:38.348           | 5                |
| 6                          | 27  | Nico Hülkenberg  | Force India-Mercedes    | 1:39.250           | 1:38.727           | 1:38.659           | 6                |
| 7                          | 11  | Sergio Pérez     | Force India-Mercedes    | 1:39.617           | 1:38.914           | 1:38.691           | 7                |
| 8                          | 8   | Romain Grosjean  | Lotus-Mercedes          | 1:39.056           | 1:38.754           | 1:38.787           | 8                |
| 9                          | 33  | Max Verstappen   | Toro Rosso-Renault      | 1:39.411           | 1:39.119           | 1:38.924           | 9                |
| 10                         | 3   | Daniel Ricciardo | Red Bull Racing-Renault | 1:39.574           | 1:39.005           | 1:39.728           | 10               |
| 11                         | 26  | Daniil Kvjat     | Red Bull Racing-Renault | 1:39.580           | 1:39.214           |                    | 11               |
| 12                         | 12  | Felipe Nasr      | Sauber-Ferrari          | 1:40.042           | 1:39.323           |                    | 12               |
| 13                         | 22  | Jenson Button    | McLaren-Honda           | 1:39.739           | 1:39.763           |                    | 13               |
| 14                         | 13  | Pastor Maldonado | Lotus-Mercedes          | 1:39.724           | 1:39.811           |                    | 14               |
| 15                         | 19  | Felipe Massa     | Williams-Mercedes       | 1:38.926           | 1:39.895           |                    | 15               |
| 16                         | 14  | Fernando Alonso  | McLaren-Honda           | 1:40.144           |                    |                    | 19               |
| 17                         | 9   | Marcus Ericsson  | Sauber-Ferrari          | 1:40.660           |                    |                    | 16               |
| 18                         | 28  | Will Stevens     | MRT-Ferrari             | 1:43.693           |                    |                    | 17               |
| 19                         | 98  | Roberto Merhi    | MRT-Ferrari             | 1:43.804           |                    |                    | 18               |
| 107% času vítěze: 1:45.227 |     |                  |                         |                    |                    |                    |                  |
| —                          | 55  | Carlos Sainz Jr. | Toro Rosso-Renault      | Bez času           |                    |                    | 20               |
| Zdroj:                     |     |                  |                         |                    |                    |                    |                  |

Poznámky
1. ↑  Fernando Alonso obdržel trest posunu o 35 míst vzad za překročení počtu povolených pohonných jednotek.
2. ↑  Roberto Merhi obdržel trest posunu o 20 míst vzad za překročení počtu povolených pohonných jednotek.
3. ↑  Carlos Sainz Jr. nezaznamenal čas, kterým by se kvalifikoval ve 107 % času vítěze. Start mu byl povolen sportovními komisaři. Zároveň obdržel trest posunu o 20 míst vzad za překročení počtu povolených pohonných jednotek.

## Závod
| Poř.   | No. | Jezdec           | Konstruktér             | Počet kol | Čas/Odstoupení | Pořadí na startu | Body |
| ------ | --- | ---------------- | ----------------------- | --------- | -------------- | ---------------- | ---- |
| 1      | 44  | Lewis Hamilton   | Mercedes                | 53        | 1:37:11.024    | 2                | 25   |
| 2      | 5   | Sebastian Vettel | Ferrari                 | 53        | +5.953         | 4                | 18   |
| 3      | 11  | Sergio Pérez     | Force India-Mercedes    | 53        | +28.918        | 7                | 15   |
| 4      | 19  | Felipe Massa     | Williams-Mercedes       | 53        | +38.831        | 15               | 12   |
| 5      | 26  | Daniil Kvjat     | Red Bull Racing-Renault | 53        | +47.566        | 11               | 10   |
| 6      | 12  | Felipe Nasr      | Sauber-Ferrari          | 53        | +56.508        | 12               | 8    |
| 7      | 13  | Pastor Maldonado | Lotus-Mercedes          | 53        | +1:01.088      | 14               | 6    |
| 8      | 7   | Kimi Räikkönen   | Ferrari                 | 53        | +1:12.358      | 5                | 4    |
| 9      | 22  | Jenson Button    | McLaren-Honda           | 53        | +1:19.467      | 13               | 2    |
| 10     | 33  | Max Verstappen   | Toro Rosso-Renault      | 53        | +1:28.424      | 9                | 1    |
| 11     | 14  | Fernando Alonso  | McLaren-Honda           | 53        | +1:31.210      | 19               |      |
| 12     | 77  | Valtteri Bottas  | Williams-Mercedes       | 52        | Kolize         | 3                |      |
| 13     | 98  | Roberto Merhi    | MRT-Ferrari             | 52        | +1 kolo        | 18               |      |
| 14     | 28  | Will Stevens     | MRT-Ferrari             | 51        | +2 kola        | 17               |      |
| 15     | 3   | Daniel Ricciardo | Red Bull Racing-Renault | 47        | Zavěšení       | 10               |      |
| Ret    | 55  | Carlos Sainz Jr. | Toro Rosso-Renault      | 45        | Brzdy          | 20               |      |
| Ret    | 8   | Romain Grosjean  | Lotus-Mercedes          | 11        | Nehoda         | 8                |      |
| Ret    | 6   | Nico Rosberg     | Mercedes                | 7         | Plyn           | 1                |      |
| Ret    | 27  | Nico Hülkenberg  | Force India-Mercedes    | 0         | Kolize         | 6                |      |
| Ret    | 9   | Marcus Ericsson  | Sauber-Ferrari          | 0         | Kolize         | 16               |      |
| Zdroj: |     |                  |                         |           |                |                  |      |

Poznámky
1. ↑  Kimi Räikkönen obdržel trest přičtení 30 sekund k času v cíli za zavinění kolize s Valtteri Bottasem.
2. ↑  Fernando Alonso obdržel trest přičtení 5 sekund k času v cíli za překračování limitů trati.
3. 1 2  Valtteri Bottas a Daniel Ricciardo odstoupili ze závodu, ale byl klasifikován, protože odjel více než 90 % délky závodu.
4. ↑  Carlos Sainz Jr. obdržel penalizaci 5 sekund za přejetí čáry při vyjíždění z boxové uličky.

## Průběžné pořadí po závodě
- Tučně jsou vyznačeni jezdci a týmy se šancí získat titul v Poháru jezdců nebo konstruktérů.

Pohár jezdců
|   | Pořadí | Jezdec           | Body |
| - | ------ | ---------------- | ---- |
|   | 1      | Lewis Hamilton   | 302  |
| 1 | 2      | Sebastian Vettel | 236  |
| 1 | 3      | Nico Rosberg     | 229  |
|   | 4      | Kimi Räikkönen   | 123  |
|   | 5      | Valtteri Bottas  | 111  |

Pohár konstruktérů
|  | Pořadí | Konstruktér             | Body |
|  | ------ | ----------------------- | ---- |
|  | 1      | Mercedes                | 531  |
|  | 2      | Ferrari                 | 359  |
|  | 3      | Williams-Mercedes       | 220  |
|  | 4      | Red Bull Racing-Renault | 149  |
|  | 5      | Force India-Mercedes    | 92   |